# Speed Demons
Speed Demons — видеоигра в жанре аркадные гонки, разработанная и выпущенная компанией Microïds в 1999-м году.
В игре 7 автомобилей, один из которых может быть сборкой игрока из 3-х частей (кузов, двигатель, колёса). Повреждения слабоваты, но могут отрываться колёса и гонка продолжается только при потере одного, если больше — автопочинка.
Режимы игры: одиночный, на 2 игрока на одном экране (один клавиатурой, второй — мышкой) и по сети до 6 игроков.
В игре 10 трасс (в начале открыты только 4), на которых есть множество сбиваемых объектов, а также ворота, проходя которые игрок получает 50 очков ускорения (клавиша Ctrl).